# Viola tenuis
Viola tenuis är en violväxtart som beskrevs av C. Richt.. Viola tenuis ingår i släktet violer, och familjen violväxter. Inga underarter finns listade i Catalogue of Life.